# Mi d'Àries
Mi d'Àries (μ Arietis) és un sistema estel·lar triple de la constel·lació d'Àries. Està aproximadament a 338 anys llum de la terra.
La component primària, μ Arietis A, és una binària espectroscòpica classificada com a nana de la seqüència principal blanca del tipus A de la magnitud aparent +5,74. Les dues components estan separades 0,05 segons d'arc i tenen un període orbital de 8,8 anys. La tercera component, μ Arietis B, està a 19,1 segons d'arc i és de la magnitud aparent +12,1.